# Savoy Grand
Savoy Grand ist eine englische Slowcore-Band aus Nottingham. Sie spielt eine sehr reduzierte und verlangsamte Mischung aus Indie-Rock und Folk und wird auch mit Post-Rock und Alternative Country in Verbindung gebracht.

## Bandgeschichte
Savoy Grand wurde Ende der 1990er Jahre von Graham Langley gegründet, der mit einer Anzeige nach Bandmitgliedern suchte. Eine erste Single erschien 1999 beim Kleinstlabel Pickled Egg. Im gleichen Jahr erklärte der englische New Musical Express Savoy Grand neben Coldplay zu den hoffnungsvollsten Newcomern des Jahres. 2000 erschien mit Dirty Pillows als Zusammenstellung der ersten EP und der Debütsingle ein erstes Album in Deutschland bei Glitterhouse, 2002 folgte Burn the Furniture und 2005 People and What They Want. Ebenso wie die zwischendurch erschienenen EPs stießen die Alben auf Kritikerlob. Seit der Gründung erlebte Savoy Grand mehrere Bandumbesetzungen. Die Band ruhte in der Zeit zwischen 2002 und 2004, während Langley an einem Soloprojekt namens The Hearse of the Year Show arbeitete.
Trotz der vorwiegend ruhigen Musik gilt Savoy Grand seit einem Auftritt auf dem Orange Blossom Special Festival in Beverungen im Jahr 2001 als Gods of Thunder. 2002 spielten sie als kurzfristiger Ersatz von Sigur Rós als Headliner des „Haldern Pop“-Festivals. 2005 bezeichnete sie das Onlinemagazin gaesteliste.de als „momentan konsequenteste und typischste Vertreter des Slowcore“.

## Stil
Stilistisch ist Savoy Grand mit den US-amerikanischen Rockminimalisten von Low verwandt, auch Vergleiche zu Talk Talk bzw. deren Sänger Mark Hollis, zu Mogwai, Codeine, den Red House Painters oder Slint werden häufig genannt. Wichtigstes Markenzeichen der Band ist die Verlangsamung ihrer Musik. Diese ist dabei meist von Stille, Repetition und Minimalismus geprägt, entwickelt aber im Laufe der oft über fünf Minuten dauernden Songs durch minimale Veränderungen der Dynamik ein Eigenleben.

## Diskografie

### Alben
- 2000: Dirty Pillows
- 2002: Burn the Furniture
- 2005: People and What They Want
- 2009: Accident Book

### EPs
- 2000: Dirty Pillows
- 2001: Survivor
- 2004: The Lost Horizon
- 2005: Empty Roads

### Singles
- 1999: The Moving Air / Millions of People